# Альошкино (Кілемарський район)
Альо́шкино (рос. Алёшкино, марій. Ардембал) — присілок у складі Кілемарського району Марій Ел, Росія. Входить до складу Ардинського сільського поселення.

## Населення
Населення — 331 особа (2010; 336 у 2002).
Національний склад (станом на 2002 рік):
- марі — 63 %
- росіяни — 33 %